# ماتيوس بيرتوتو
ماتيوس بيرتوتو (بالبرتغالية: Matheus Hanauer Bertotto‏) هو لاعب كرة قدم برازيلي في مركز الوسط، ولد في 15 يونيو 1993 في بورتو أليغري في البرازيل. لعب مع نادي إنترناسيونال.

## وصلات خارجية
- ماتيوس بيرتوتو على موقع قاعدة بيانات كرة القدم.إي يو (الإنجليزية)
- ماتيوس بيرتوتو على موقع Soccerway.com (الإنجليزية)
- ماتيوس بيرتوتو على موقع AS.com (الإسبانية)